# چناربن (لواسان)
چناربن یکی از محله‌های شهر لواسان در استان تهران است. این محله متصل به محله‌های شورکاب و کشفیای شهر لواسان است و در شمال رودخانه جاجرود قرار دارد. تأسیسات آب و فاضلاب لواسان در این محله است و در اواخر دهه هفتاد شمسی حدود ۱۸ چاه عمیق هر یک به عمق حدود ۲۰۰ متر در این محله حفر شده که آب مینی سیتی و چند شهرک حوالی آن منجمله شهرک نفت، شهرک محلاتی، بلوار اوشان، فشم، میگون، شهرک قائم و غیره در شهر تهران را تأمین می‌کنند. از هجده چاه حفر شده تنها یک چاه به شهر لواسان اختصاص داده شده‌است که چاه‌های مزبور ضمن کاهش آب‌های زیر زمینی شهر لواسان طبیعت این شهر را تهدید می‌کنند.

## ریشه نام گذاری
بن در بسیاری از اسامی مکانهای ایرانی به معنای بیشه است و چناربن به دلیل وجود درختان چنار قدیمی در این محل به این صورت نامگذاری شده‌است.